# الزراعة في الولايات المتحدة

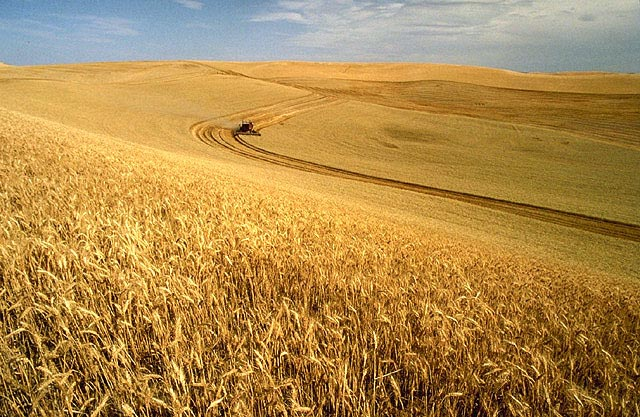
محصول قمح في ولاية أيداهو.

الزراعة هي نشاط رئيسي في الولايات المتحدة التي تُعتَبر دولة مصدِّرةً صافيةً للغذاء. وفقًا لإحصائية الزراعة لعامل 2007 في الولايات المتحدة، كان هنالك 2,2 مليون حقل يغطون مساحة 3,730,000 كيلومتر مربع، بمعدل 169 هكتار للحقل.
على الرغم من وجود نشاطات زراعية في جميع الولايات، ولكنها تتركز في السهول الكبرى، وهي مساحة شاسعة من الأراضي الصالحة للزراعة في وسط البلاد تقع في المنطقة الممتدة غرب البحيرات العظمى وشرق جبال روكي. النصف الشرقي الأكثر رطوبة هو المنطقة الرئيسية لإنتاج الذرة وفول الصويا وتعرف باسم «حزام الذرة»، بينما يعرف النصف الغربي الأكثر جفافًا باسم «حزام القمح» نظرًا لمعدل إنتاج القمح الكبير فيه. يُنتج وادي «سنترال فالي» في كاليفورنيا الفواكه والخضار والمكسرات ويعرف باسم «وعاء السلطة» (Salad Bowl). كان الجنوب الأمريكي تاريخيًا منتجًا كبيرًا للقطن والتبغ والأرز، ولكن انخفض الإنتاج الزراعي فيه خلال القرن الماضي.
قادت الولايات المتحدة التطوير في مجالات تحسين البذور (مثل التهجين) وفي التوسع في استخدام المحاصيل المتمثل بأعمال جورج واشنطن كارفر والبلاستيك الحيوي والوقود الحيوي. كانت مكننة الزراعة والزراعة المكثفة من الموضوعات الرئيسية في تاريخ الولايات المتحدة، بما في ذلك محراث شركة جون دير الفولاذي، وحصادة شركة سايرس ماك كروميك الآلية، ومحلج قطن شركة إيلي ويتني، والنجاح الواسع النطاق لجرار فوردسون والدرَّاسة.

## لمحة تاريخية
تُعتبَر الذرة والديك الرومي والطماطم والبطاطا والفول السوداني وبذور دوار الشمس من المنتجات الزراعية المهمة التي يعود منشؤها إلى الأمريكيتين.
حصل المستعمرون على أراضٍ في مستعمرات الولايات المتحدة أكثر مما كان لديهم في أوروبا. كان تنظيم العمل معقدًا فكان يشمل الأحرار والعبيد والخدم المتعاقدين، وكان ذلك يتبع للمناطق التي يُتاح فيها للعبيد أو للعمال الفقراء ممن لا يملكون أراضٍ بالعمل في المزارع الأسرية.
أثرت الممارسات الزراعية الأوروبية بشكل كبير على الزراعة في إقليم نيو إنغلاند. جلب المستعمرون معهم الماشية من أوروبا وتسبَّب ذلك للأرض بالعديد من التغيرات. يتطلب رعي الماشية الكثير من الأراضي والطعام، وتدمِّر عملية الرعي بحد ذاتها الأعشاب المحلية، التي استُبدِلَت بدورها بأنواع أوروبية. أُدخِلَت أنواع جديدة من الأعشاب وبدأت بالازدهار لأنها كانت قادرة على تحمل الرعي، في حين لم تكن الأنواع المحلية قادرة على ذلك.
ساهمت الممارسات المتعلقة بتربية الماشية أيضًا في تدهور الغابات والحقول. كان المستعمرون يقطعون الأشجار ومن ثم يتركون ماشيتهم ترعى بشكل حر في الغابة ولم يزرعوا الأشجار عقب ذلك. خربت الحيوانات الأرض ميكانيكيًا وسببت لها أضرارًا طويلة الأمد.
كان تدهور التربة مشكلة كبيرة فيما يتعلق بالزراعة في نيو إنغلاند. سمحت زراعة الحقول بالاعتماد على الثيران للمستعمرين بزيادة مساحة الحقول ولكنها زادت تعرية التربة وخفًّضت خصوبتها. كان ذلك بسبب الحراثة العميقة ضمن التربة التي زادت من تعرض التربة للأوكسيجين مما تسبَّب في استنزاف العناصر المغذية. كانت الأرض تنضغط بواسطة القطعان في الحقول المخصصة للرعي في نيو إنغلاند حيث وجدت القطعان بأعداد كبيرة وأدى ذلك إلى حرمان التربة من الأوكسجين الكافي للحفاظ على صلاحيتها.
انتشرت المزارع في الولايات المتحدة من المستعمرات باتجاه الغرب مع المستعمرين. في المناطق الأكثر برودة، كان القمح غالبًا هو المحصول المفضل في الأراضي المستوطَن فيها حديثًا، وهذا ما أدى إلى تشكل «جبهة قمح» تحركت باتجاه الغرب على مر السنين. كانت زراعة الذرة إلى جانب تربية الخنازير شائعةً أيضًا في الغرب الأوسط قبل الحرب الأهلية، فكانتا تكملان بعضهما البعض ولطالما كان من الصعب إيصال الحبوب إلى السوق قبل وجود القنوات والسكك الحديدية. بعد مرور «جبهة القمح» في منطقة ما، كانت المزارع الأكثر تنوعًا (بما في ذلك مزارع الأبقار الحلوب) تستولي على مكانها. شهدت المناطق الأكثر دفئًا زراعة القطن وتربية قطعان أبقار اللحم. في بدايات الاستعمار في الجنوب، كانت زراعة التبغ والقطن شائعةً، وبشكل خاص من خلال استخدام العمال العبيد الذي استمر حتى حدوث الحرب الأهلية. استُخدِمَ العبيد في الشمال الشرقي في الزراعة حتى بدايات القرن التاسع عشر. حُظرَت العبودية في الغرب الأوسط بموجب مرسوم الحرية لعام 1787.
ساهم إدخال الزراعة العلمية واعتمادها على نطاق واسع منذ منتصف القرن التاسع عشر في النمو الاقتصادي في الولايات المتحدة. سهل قانوني موريل وهاتش لعام 1889 هذا التطور عن طريق إنشاء جامعة لمنح الأراضي في كل ولاية (مهماتها تعليم ودراسة الزراعة) ونظام ممول فيدراليًا يتألف من محطات التجارب الزراعية وشبكات الإرشاد الزراعي مع وجود مرشدين زراعيين في كل ولاية.
لم يكن فول الصويا مزروعًا على نطاق واسع في الولايات المتحدة حتى بداية ثلاثينيات القرن الماضي، ومع حلول عام 1942 أصبحت أكبر منتجٍ لفول الصويا في العالم، يرجع ذلك جزئيًا إلى الحرب العالمية الثانية و«الحاجة إلى مصادر محلية للدسم والزيوت والطعام». بين عامي 1930 و1940، ازدادت حصة الولايات المتحدة من إنتاج فول الصويا من 3% إلى 47%، ووصلت في عام 1969 إلى 76%. مع حلول عام 1973، أصبح فول الصويا «المحصول النقدي الأول في الولايات المتحدة ويتصدر السلع التصديرية سابقًا القمح والذرة».
تُركت مساحات واسعة من الأراضي الزراعية خلال الكساد الكبير وأُدرِجت ضمن إطار الغابات الوطنية الناشئة. فيما بعد، أبطلت قيود استصلاح الأراضي والمستنقعات التي نصت عليها برامج المزارع الفيدرالية (التي بدأت في سبعينيات القرن الماضي) اتجاهًا دام لعقود من الزمن من تدمير للمواطن الطبيعية، بدأ في عام 1942 عندما تلقى المزارعون التشجيع لزراعة جميع الأراضي الممكنة لدعم المجهود الحربي. تُقدِّم البرامج الفيدرالية التي تديرها أقسام حفظ التربة والمياه المحلية في الولايات المتحدة المساعدة الفنية والتمويل الجزئي للمزارعين الذين يرغبون في تنفيذ ممارسات الإدارة للحفاظ على التربة والحد من التعرية والفيضانات.
أظهرت الدراسات العلمية أن المزارعين في بدايات الولايات المتحدة كانوا منفتحين على زراعة محاصيل جديدة وتربية حيوانات جديدة واعتماد ابتكارات جديدة، فقد أدت زيادة الإنتاجية الزراعية إلى زيادة الطلب على خدمات الشحن والعبوات والتسليف وما شابه ذلك.

## المنتجات الزراعية الرئيسية
وزن المنتجات الزراعية بحسب تقرير منظمة الأغذية والزراعة (الفاو) التابعة للأمم المتحدة لعامي 2003 و2013 (مرتبة تقريبًا تبعًا للقيمة):
| المحصول                   | 2003 (الوزن بملايين الأطنان) | 2013 (الوزن بملايين الأطنان) |
| الذرة                     | 256.0                        | 354.0                        |
| لحم الماشية               | 12.0                         | 11.7                         |
| حليب البقر الكامل والطازج | 77.0                         | 91.0                         |
| لحم الدجاج                | 14.7                         | 17.4                         |
| فول الصويا                | 67.0                         | 89.0                         |
| لحم الخنزير               | 9.1                          | 10.5                         |
| القمح                     | 64.0                         | 58.0                         |
| نسيج القطن                | 4.0                          | 2.8                          |
| بيض الدجاج                | 5.2                          | 5.6                          |
| لحم الديك الرومي          | 2.5                          | 2.6                          |
| الطماطم                   | 11.4                         | 12.6                         |
| البطاطا                   | 20.8                         | 19.8                         |
| العنب                     | 5.9                          | 7.7                          |
| البرتقال                  | 10.4                         | 7.6                          |
| الأرز غير المقشور         | 9.1                          | 8.6                          |
| التفاح                    | 3.9                          | 4.1                          |
| قصب السكر                 | 10.4                         | 9.9                          |
| الخس                      | 4.7                          | 3.6                          |
| بذر القطن                 | 6.0                          | 5.6                          |
| الشمندر السكري            | 30.7                         | 29.8                         |

المحاصيل الأخرى التي ظهرت في قائمة المحاصيل العشرين الأولى في الأربعين سنة الماضية هي: التبغ والشعير والشوفان وبشكل نادر: الفول السوداني واللوز وبذور دوار الشمس. كان البرسيم والدريس سيكونان من بين المحاصيل العشرة الأولى في عام 2003 لو تتبعتهما منظمة الفاو.